# Naturschutzgebiet Hoche
Das Naturschutzgebiet Hoche mit einer Größe von 2,34 ha liegt nordöstlich von Düdinghausen im Stadtgebiet von Medebach. Es wurde 2003 mit dem Landschaftsplan Medebach durch den Hochsauerlandkreis als Naturschutzgebiet (NSG) ausgewiesen. Das NSG ist ebenfalls Teil des Europäischen Vogelschutzgebietes Medebacher Bucht (DE-4717-401). Das NSG ist weitgehend vom Landschaftsschutzgebiet Medebacher Norden: Düdinghauser Hochmulde, Talräume und Hangflächen umgeben.

## Gebietsbeschreibung
Im NSG befinden sich Feuchtgrünland mit Teichen. 

## Pflanzenarten im NSG
Im NSG kommen gefährdete Pflanzenarten vor. Auswahl vom Landesamt für Natur, Umwelt und Verbraucherschutz Nordrhein-Westfalen dokumentierter Pflanzenarten im Gebiet: Breitblättriger Rohrkolben, Brennender Hahnenfuß, Echtes Johanniskraut, Echtes Labkraut, Echtes Mädesüß, Feld-Ehrenpreis, Fieberklee, Gänseblümchen, 
Gamander-Ehrenpreis, Großer Wiesenknopf, Gundermann, Kleine Bibernelle, Kleine Wasserlinse, Kleiner Baldrian, Kleines Habichtskraut, Kriechender Hahnenfuß, Kuckucks-Lichtnelke, Quellen-Hornkraut, Scharfer Hahnenfuß, Schlangen-Knöterich, Spitz-Wegerich, Spitzlappiger Frauenmantel, Sumpf-Dotterblume, Sumpf-Pippau, Sumpf-Storchschnabel, Teufelsabbiss, Wasser-Minze, Wiesen-Bärenklau, Wiesen-Kerbel, Wiesen-Kümmel, Wiesen-Storchschnabel.

## Schutzzweck
Das NSG soll das Grünland und Teiche mit seinem Arteninventar schützen. Wie bei allen Naturschutzgebieten in Deutschland wurde in der Schutzausweisung darauf hingewiesen, dass das Gebiet „wegen der Seltenheit, besonderen Eigenart und Schönheit des Gebietes“ zum Naturschutzgebiet erklärt wurde.